# Jeunes Tunisiens
Les Jeunes Tunisiens (arabe : حركة الشباب التونسي) sont un mouvement réformateur tunisien qui se veut le porte-parole des « indigènes » tunisiens face au protectorat français.

## Histoire
Le mouvement des Jeunes Tunisiens est considéré comme le premier groupe politique national tunisien formé sur la base d'un programme politique revendicatif. Le mouvement apparaît dans un contexte historique marqué par l'affirmation de la domination coloniale française, en Tunisie, et la montée du nationalisme dans certains pays méditerranéens tels que la Turquie et l'Égypte.
Il naît grâce à un petit groupe inspiré par Kheireddine Pacha et composé de Ali Bach Hamba et Abdeljelil Zaouche (qui sont beaux-frères) et de Béchir Sfar.

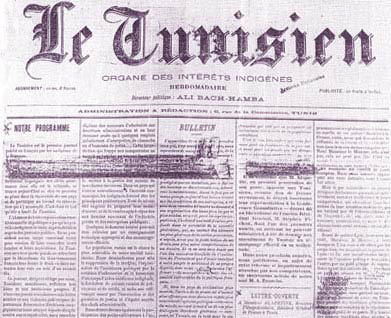
Premier couverture du journal Le Tunisien.

Ils fondent, le 7 février 1907, l'hebdomadaire Le Tunisien dont Bach Hamba est le rédacteur en chef et Zaouche l'administrateur et bailleur de fonds. Il s'agit du premier hebdomadaire tunisien d'expression française tiré à 2 500 exemplaires dont 250 exemplaires gratuits sont distribués dans de nombreux pays (France, Turquie, Égypte, Libye, Inde, Royaume-Uni, Allemagne, Suisse, Pays-Bas, Madagascar, Russie, Maurice, etc.). Il paraît jusqu'au 13 mars 1912.
Ils y appellent à des transformations radicales dans les structures pédagogiques, judiciaires, fiscales et administratives de leur pays. Tout en se dissociant des Jeunes-Turcs et des Jeunes-Égyptiens, ils encouragent, sous l'influence de Chakib Arslan, le panislamisme comme rattachement culturel et sentimental au reste du monde islamique.
Les Jeunes Tunisiens ne revendiquent pas l'indépendance de la Tunisie, mais se posent en défenseurs de son identité culturelle. Le protectorat français n'est pas remis en question, mais sa politique à l'égard du peuple tunisien est critiquée. Pour les Jeunes Tunisiens, le relèvement moral et matériel des Tunisiens passe par le développement d'un enseignement moderne, un meilleur accès aux emplois publics et leur association à la gestion politique des affaires de leur pays.
Les Jeunes Tunisiens jouissent d'un large appui parmi les rangs grandissants des Tunisiens ayant suivi une formation en France ainsi que de la part des hommes politiques français de tendance libérale. L'attitude du protectorat à leur égard oscille entre l'encouragement et l'hostilité alors que les dignitaires politiques et religieux locaux restent soupçonneux.

## Action
Le mouvement a motivé d'importants événements qui ont constitué les premiers pas du mouvement national tunisien : grève des étudiants de l'université Zitouna, affaire du Djellaz, boycott des tramways tunisois, etc. L’arrestation de la majorité des fondateurs du mouvement et la suspension du journal Le Tunisien marquent néanmoins l’arrêt de son activité mobilisatrice même si ses projets et ses programmes sont rapidement récupérés après la Première Guerre mondiale par d’autres formations naissantes à l’instar du Destour.
Bien que ce dernier ait abandonné cette option de l'évolutionnisme constructif, ce thème est la pierre triangulaire de la politique d'étapes du Néo-Destour mené par Habib Bourguiba qui conduit la Tunisie vers l'indépendance.